# Circus Krone
Pour les articles homonymes, voir Krone.

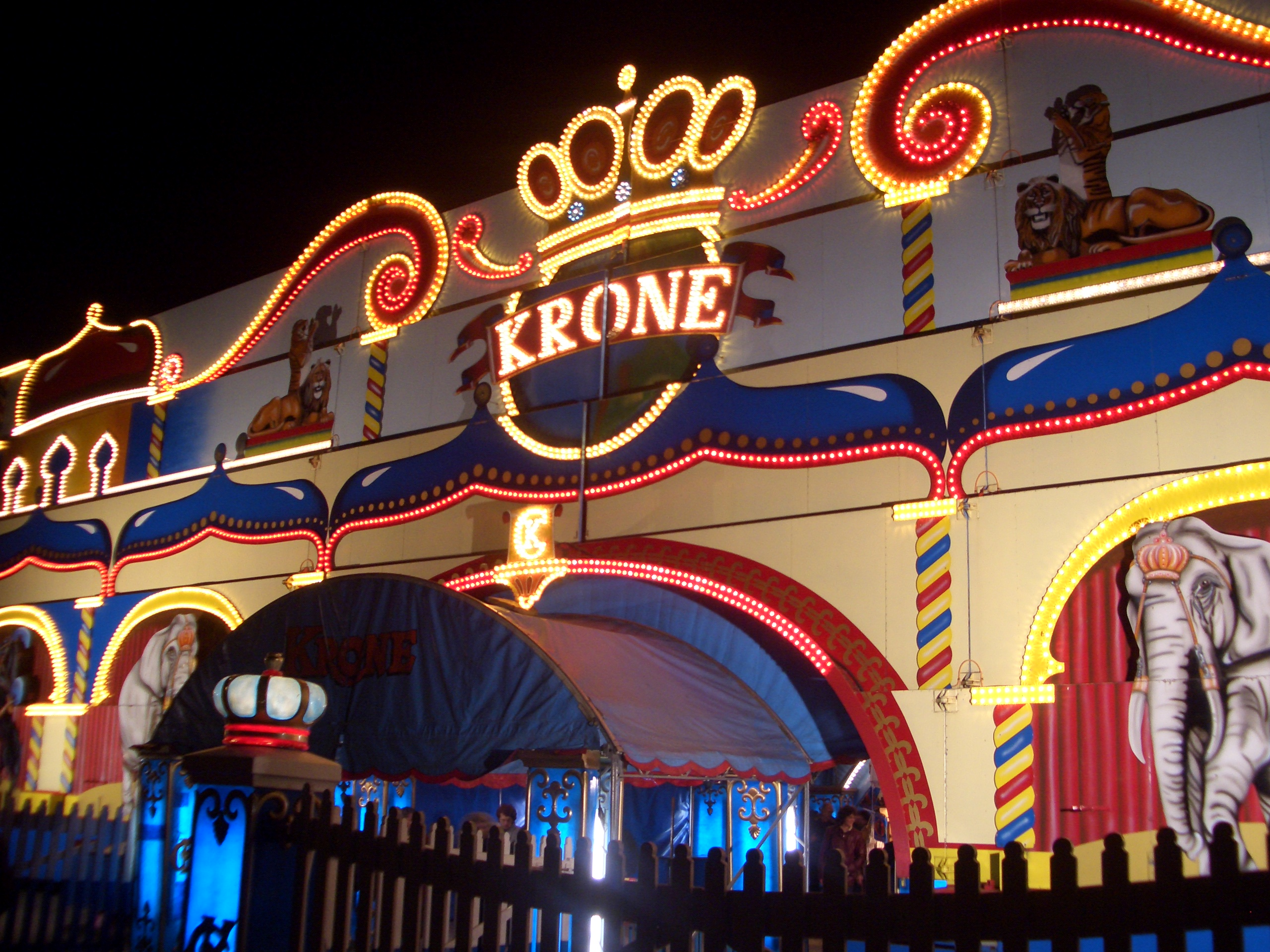
Entrée du cirque Krone.

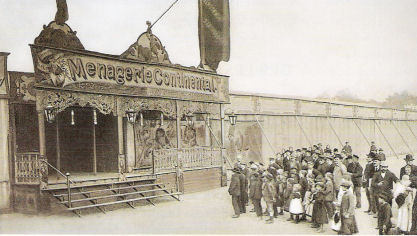
Menagerie continental 1884

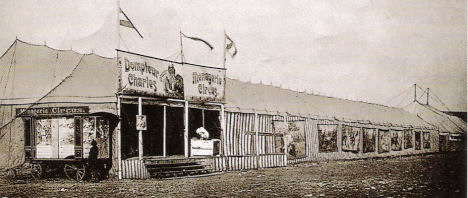
Menagerie Circus Charles 1898

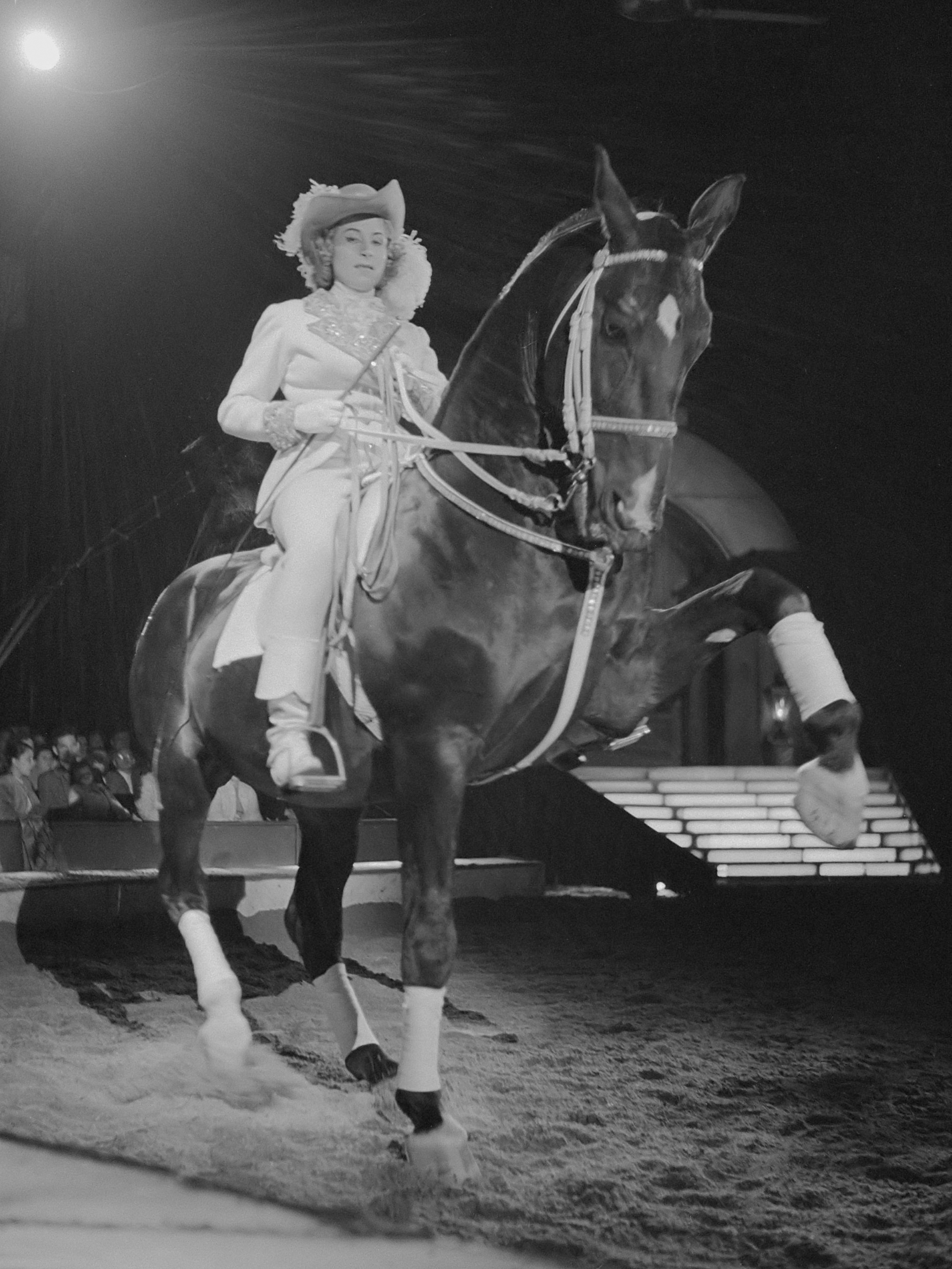
Christel Sembach Krone (1959)

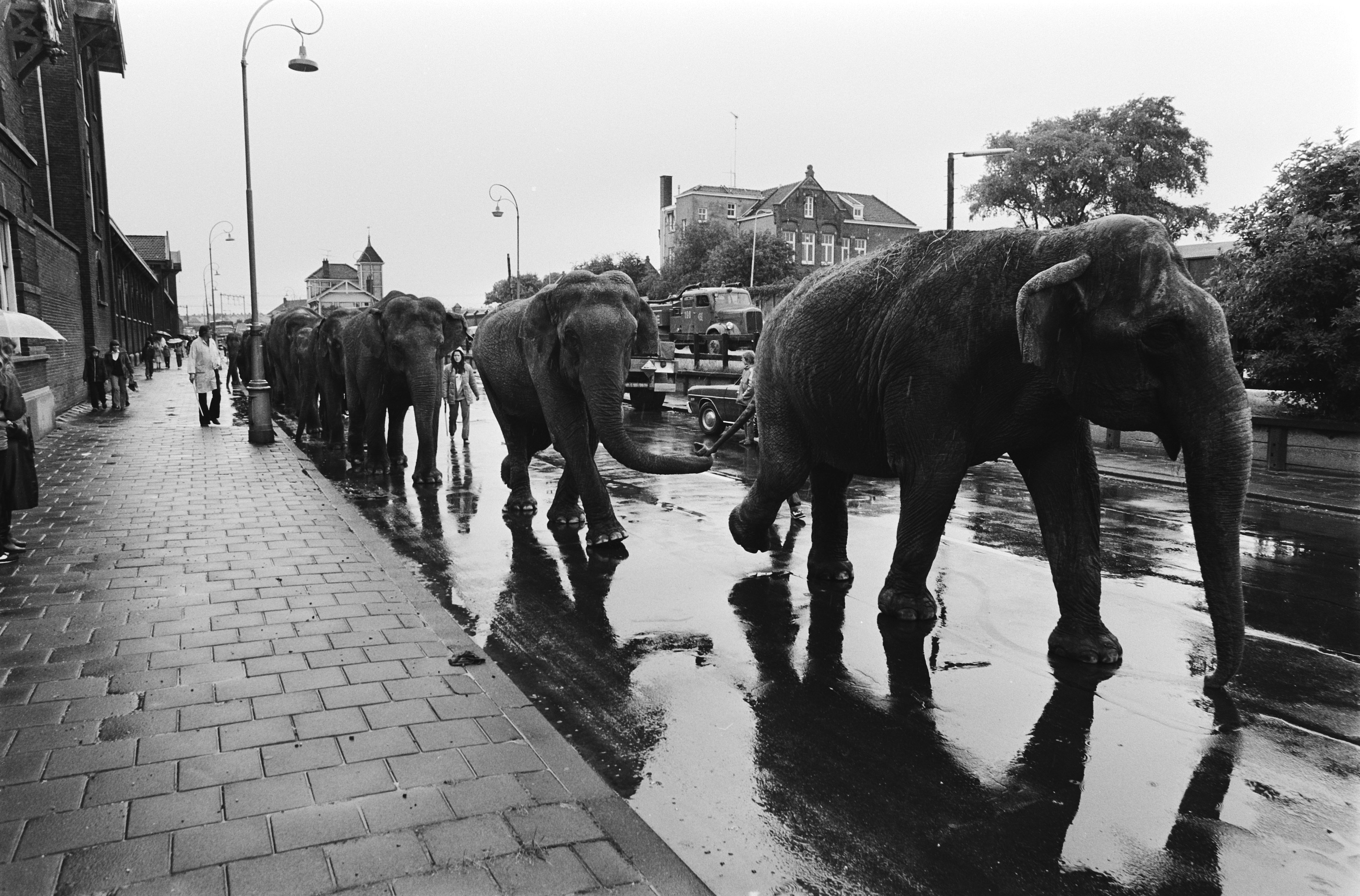
Arrivée des éléphants du Circus Krone à Amsterdam en 1980

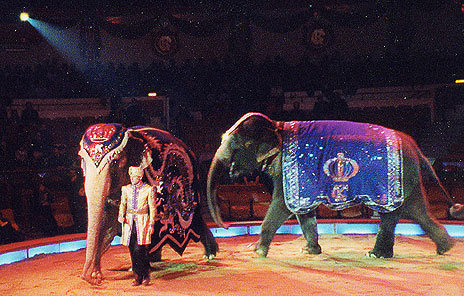
Maître d’écurie Dan Koehl, et Mala et Delhi, deux éléphants d'Asie, à Circus Krone à Kronebau, Munich

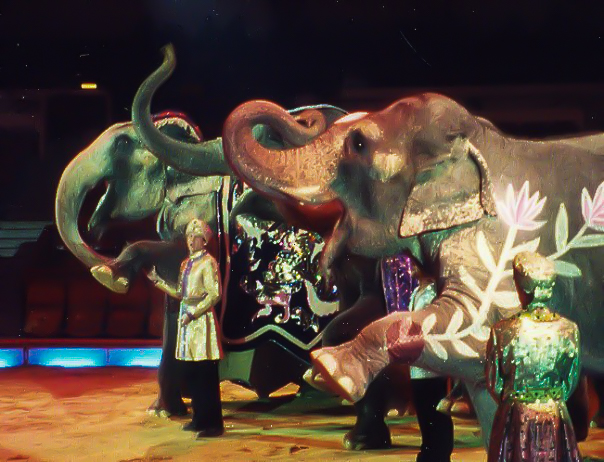
Mala, Dan Koehl, Delhi et Bara

Le Circus Krone est un cirque allemand, le plus grand d'Europe. Il s'agit d'une entreprise familiale traditionnelle, qui a été fondée en 1905 dans le Harz par Carl Krone sous le nom de « Circus Charles » à partir d'une ménagerie. Ensuite, la direction du cirque fut assurée par sa fille Frieda Sembach-Krone dont le mari est Carl Sembach-Krone.

## Famille Krone
Le père Carl Krone senior (* le 19 septembre 1833 à Questenberg en Harz ; † 1900) épouse Frederike Philadelphia.
Carl Krone junior (* le 21 octobre 1870 à Osnabrück ; † le 4 juin 1943 à Salzbourg) épouse en 1902 Ida Ahlers (1876-1957).
Leur fille Frieda Krone (1915-1995) épouse en 1935 le dompteur de fauves Carl Sembach (1908-1984).
Leur petite-fille Christel Sembach-Krone (née en 1936) devient ensuite directrice-propriétaire de l'entreprise Krone. Elle meurt en 2017, sans descendance mais en ayant adopté Jana Mandana (née en 1979, de son nom d’épouse Jana Mandana Lacey-Krone), qui prend à son tour la direction du cirque.

## Histoire

### La naissance du cirque
À l'origine, Carl Krone sénior crée une ménagerie foraine la « Menagerie Continental » en février 1872. Elle se compose d’ours et de loups.
En 1883, les parents de Carl Krone junior se produisent en spectacle pour la première fois lors d'une exhibition zoologique à Brême. À cette époque, la famille Krone possédait une ménagerie constituée d'une roulotte et de cinq voitures-cages.
Ida Krone, de son nom de scène « Miss Charles », se produit aussi comme dompteuse de lions.
Après la mort de son père, Carl Krone junior prend en charge l'entreprise familiale. Il changea le nom de la ménagerie paternelle en 1902 pour l'appeler ménagerie du dompteur Charles.
Le 28 mai 1905, Carl Krone junior fonde à Brême le Cirque Krone sous l'enseigne du « Circus Charles » en transformant sa ménagerie en un spectacle de cirque.

### Guerres mondiales
En 1913, le cirque est renommé « Circus Krone » car le nom « Charles » sonne trop français pour l’époque. Lorsque la Première Guerre mondiale prend fin, les cirques allemands se voient confrontés à des difficultés financières conséquentes, le divertissement n’étant plus la priorité de la population ; le cirque Krone part notamment en tournée en Italie pour s’assurer des revenus plus stables.
Parmi ses concurrents figurent le cirque Knie ou encore le Ringling Bros. and Barnum & Bailey Circus qui effectue des tournées en Europe.
En 1924, le cirque est transformé en chapiteau à trois pistes pendant quelques saisons à l'américaine.
Carl Krone meurt en 1943 ; l’année suivante, le cirque est détruit par des attaques aériennes, à la fin de la Seconde Guerre mondiale. Frida, la fille de Carl, dresseuse équestre, reprend les rênes de l’entreprise avec son mari Carl Sembach. Le bâtiment situé à Munich est reconstruit et rouvre pour quelques représentations en 1946, avant que les autorités américaines n’interdisent au cirque de se produire pendant deux ans en raison de l’adhésion de Carl Krone et de Carl Sembach au parti nazi.

### Après-guerre
Les bâtiments reconstruits du cirque Krone sont aussi utilisés pour des concerts (accueillant par exemple les Beatles).

## Le cirque actuel
Lors du jubilé de l'année 2005 (pour les 100 ans du cirque), c'est Christel Sembach-Krone qui dirige le cirque et qui est connue depuis 1956 pour son dressage en liberté de chevaux. Elle est considérée comme créatrice du « Festival Krone », qui présente beaucoup d'attractions artistiques et circassiennes. En tant que successeur, elle a choisi la jeune Jana Mandana, sa filleule.
Le Cirque Krone dispose d'un chapiteau de 5000 places assises, 64 mètres sur 48 et sous un chapiteau de 14 mètres de hauteur. Il recouvre une superficie d'environ 3000 mètres carrés.
Depuis 1919, le Cirque a également un bâtiment en dur, le Kronebau (3000 places assises) dans la rue Mars à Munich et est donc le seul cirque européen avec un siège fixe. La rue adjacente à la rue Mars où est construit le Kronebau a été renommée en 1967, à l'initiative du maire Hans-Jochen Vogel, rue du Cirque Krone. Dans ce cirque a été donnée, en 1980, la trilogie des drames antiques du compositeur allemand Carl Orff, à l'occasion de son 85° anniversaire.
Le Cirque Krone dispose d'une infrastructure semblable à une ville : une école, des ateliers, une cuisine du personnel, une sellerie, un atelier de tailleur, des sapeurs-pompiers, une centrale d'électricité et bien plus encore.
Animaux : environ 12 lions (dont un lion blanc, King Tonga), 6 éléphants d'Asie et 2 éléphants d'Afrique (y compris le plus grand des éléphants mâles asiatique du monde, Colonel Joe, décédé en 2013), 1 rhinoceros, des macaques à queue de cochon, des chèvres, des porcs-épics, 1 sanglier, environ 60 chevaux, des poneys, 4 chameaux, des perroquets, 4 zèbres et des lamas. Depuis 1999, il n'y a plus de tigres lors de la saison d'été du Cirque Krone.
Le cirque accueille aussi l'événement caritatif « Stars sur la Piste », organisé à Noël pour la télévision allemande avec la participation de personnalités médiatiques : pour l’occasion, ils et elles apprennent les rudiments d’un art du cirque pour pouvoir présenter un numéro.

## Critique
À plusieurs égards, on a reproché au Cirque Krone de ne pas respecter les besoins des animaux,. Les critiques concernaient les conditions d’hébergement, la détention des animaux sauvages en général, certains de leurs numéros présentés en spectacle et la façon dont ils étaient nourris,,. C’est pourquoi de petites manifestations ont eu lieu devant les installations du Crique Krone au cours de la saison hivernale 2008-2009. Conséquemment, les contrôles ont été multipliés par les autorités de Munich lors de la saison 2009-2010. Au début de 2009, le cirque Krone a été condamné par le tribunal de Darmstadt à payer une amende en raison de deux infractions à la loi 18 sur la protection des animaux.
Pour sa part, le Cirque Krone se sent harcelé par les organisations défenderesses des droits des animaux, comme la PETA (People for the Ethical Treatment of Animals) qui désapprouve toutes formes de détention d’animaux par les humains. Après que des reproches leur aient été adressés à la suite de contrôles sur les conditions des animaux, le Cirque Krone a dit s’être amélioré, par exemple, en gardant les animaux dans des enclos extérieurs, afin qu’aucun ne reste enfermé la nuit dans les camions de transport, et en organisant des répétitions ouvertes au public et des visites guidées des enclos et des bâtiments où les animaux sont logés.
En novembre 2019, le Cirque Krone s’est de nouveau retrouvé à la une des journaux. Des vidéos, sur lesquelles le dompteur de fauves Martin Lacey junior forçait un de ses tigres à faire une prouesse au moyen d’un fouet et d’un bâton, ont été sévèrement critiquées. Le groupe de défense pour les droits des animaux de Bavière a porté plainte auprès du ministère public de Munich. Lacey a démenti ces présumés « harcèlements ».